# ジョゼップ・マリア・ベネ・フェラン
ジョゼップ・マリア・ベネ・フェラン（カタルーニャ語: Josep Maria Benet Ferran、1957年 - ）、通称タチョ・ベネット（Tatxo Benet）は、スペイン・カタルーニャ州出身のジャーナリスト、映画プロデューサー、実業家である。
さまざまな理由から撤去されたり展示できなくなったりした、世界各地の作品を展示する博物館を、2020年にバルセロナに開設する計画をすすめている。これまでのコレクションに、艾未未、イルマ・ゴア、キム・ウンソン、キム・ソギョン夫妻らの作品がある。